# 朱奈德汗
朱奈德汗（1857年—1938年），希瓦汗國將領，為巴斯瑪奇運動的領導人之一。
朱奈德汗出生在土庫曼族的尤穆德部落，其家族是當地的富商。朱奈德汗雖然是文盲，但在當地享有權威。自1912年初開始，他組織了一支匪幫，劫掠卡拉庫姆沙漠一帶，自稱「塞爾班」（‎），這個詞在波斯語中是「酋長」之意。希瓦汗國的阿斯凡迪亞爾汗派兵進行鎮壓時，朱奈德汗成為抵抗運動的領導人之一。為了報復，他洗劫烏茲別克族村莊。
1917年，他與俄國軍官伊萬·馬特維耶維奇·扎伊采夫建立密切聯繫，成為汗國最有影響力的人物之一。1918年1月，阿斯凡迪亞爾汗任命他為汗國的武裝部隊司令。扎伊采夫的白俄支隊離開希瓦，從布爾什維克和左翼社會革命黨人手中奪回塔什干之後，大約1600名騎兵的朱奈德汗支隊成為了汗國的主要軍事力量。隨後，他的部隊驅逐了汗國內部的主要敵對勢力，成為希瓦汗國的事實上最高統治者。
1918年，朱奈德汗發動政變，推翻並殺害了阿斯凡迪亞爾汗，擁立賽義德·阿卜杜拉汗為傀儡可汗，自己掌握了汗國的大權。他對突厥斯坦蘇維埃社會主義自治共和國發起進攻，但被蘇俄軍隊擊退。共產主義勢力在希瓦汗國中崛起，並於1919年11月發起暴動。蘇俄紅軍也借此機會出兵介入。1920年2月，朱奈德汗的部隊被擊敗，他本人逃往阿富汗。賽義德·阿卜杜拉汗被迫退位，希瓦汗國滅亡。朱奈德汗後來在赫拉特去世。